# Leila
Layla je ženské křestní jméno perského původu. Další variantou je Leila, Leyla a Laila. V arabštině leila (ليل) znamená noc, má pravděpodobně odkazovat k tmavé barvě vlasů.

## Známé nositelky jména
- Layla – slovenská soulová zpěvačka
- Lejla Abbasová – česká moderátorka
- Laila Ali – boxerka, dcera Muhammada Aliho
- Layla El – wrestlerka a modelka
- Leila Forouhar – íránská zpěvačka
- Leyla Harrison – americká scenáristka
- Leila El Hassan – česká zpěvačka, bývalá členka disco kapely Le Monde
- Lejla Hátamí – íránská herečka
- Lejla Junusová – ázerbájdžánská aktivistka, vězeňkyně svědomí Amnesty International
- Leila Lopez – zpěvačka
- Lejla Mammadbejová – první letkyně na Kavkazu a Středním východě
- Leyla Razzaghi – modelka a herečka

## Fiktivní postavy
- Leyla je postava ve filmu I Can't Think Straight z roku 2008. Hrála ji indicko-britská herečka Sheetal Sheth

## Opera
- Lejla je opera Karla Bendla z roku 1867